# Dysdera crocolita
Dysdera crocolita este o specie de păianjeni din genul Dysdera, familia Dysderidae, descrisă de Simon, 1910.
Este endemică în Algeria. Conform Catalogue of Life specia Dysdera crocolita nu are subspecii cunoscute.